# سیگرون ادا بیورنستوتیر
سیگرون اِدا بیورنستوتیر (ایسلندی: Sigrún Edda Björnsdóttir؛ زادهٔ ۳۰ اوت ۱۹۵۸) بازیگر اهل ایسلند است. وی از سال ۱۹۷۷ میلادی تاکنون مشغول فعالیت بوده‌است.
از فیلم‌ها یا مجموعه‌های تلویزیونی که وی در آن‌ها نقش داشته است، می‌توان به به‌دام‌افتاده اشاره نمود.